# Nachal Ga'aton
Nachal Ga'aton (hebrejsky: נחל געתון, v přepisu do angličtiny Nahal Ga'aton) je vádí v západní části Horní Galileji v Izraeli, v Severním distriktu. Délka toku je 19 kilometrů.

## Průběh toku

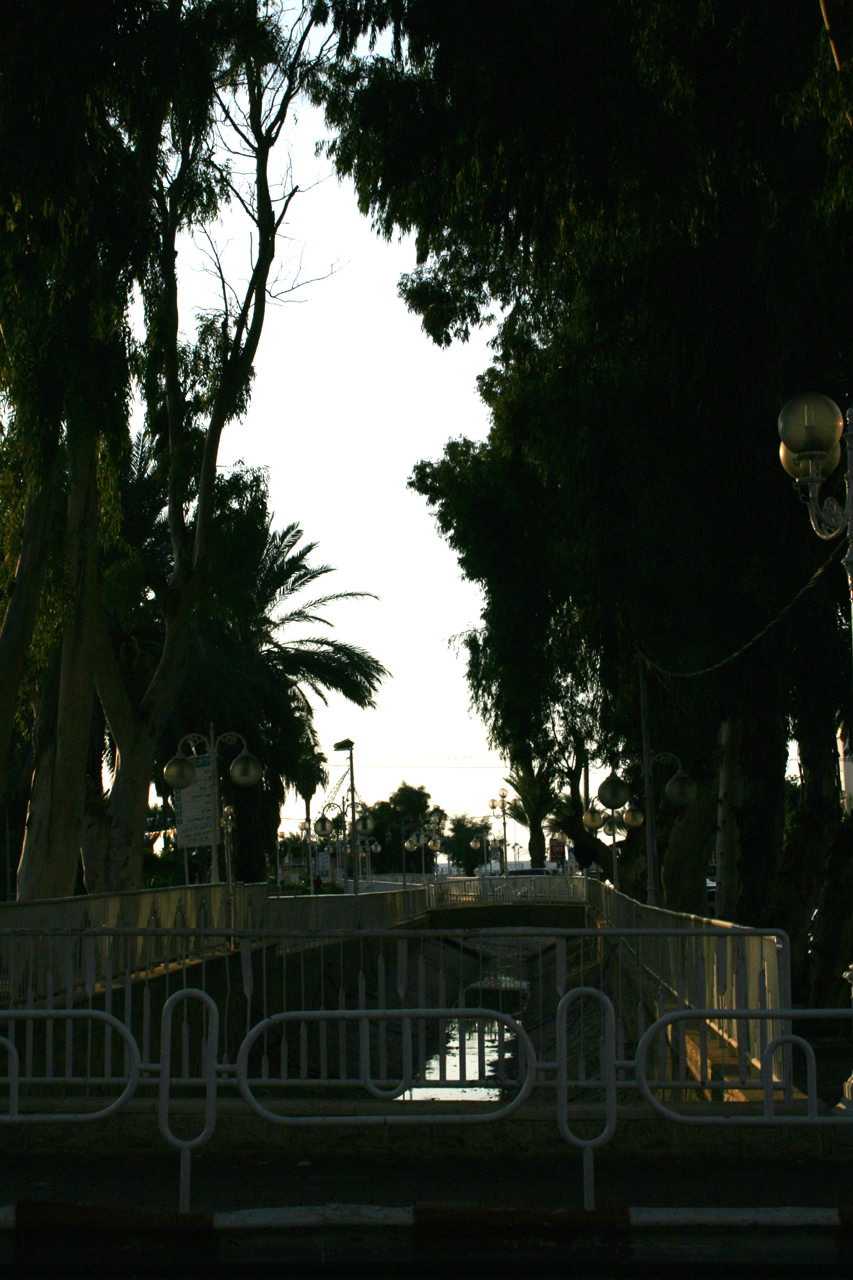
Ga'aton v Nahariji

Pramení v hornaté krajině jižně od města Mi'ilja. Pak teče západním směrem zahloubeným údolím, přičemž v jistém odstupu stále sleduje dálnici číslo 89. Na středním toku má díky četným pramenů celoroční průtok. Severozápadně od vesnice Ga'aton vstupuje do Izraelské pobřežní planiny. Dříve vádí ústilo do Středozemního moře přímo v prostoru nynějšího města Naharija, jež získalo své pojmenování (Nahar – hebrejsky řeka) právě po tomto vodním toku. V současnosti je již na dolním toku Nachal Ga'aton částečně sveden do podzemí.

## Přítoky
levostranné
- Nachal Marva
- Nachal Mejrav
- Nachal Ošrat

pravostranné
- nejsou významnější